# American Museum of Science and Energy
American Museum of Science and Energy (AMSE, česky Americké muzeum vědy a energetiky) je vědecké a technologické muzeum v Oak Ridge ve státě Tennessee, jehož cílem je seznámit děti i dospělé s poznatky o energetice (zejména jaderné) a současně dokumentovat roli, kterou během druhé světové války sehrálo v projektu Manhattan nově vybudované tajné město Oak Ridge (krycí jméno „Site X“). Muzeum bylo otevřeno jako Americké muzeum atomové energie v roce 1949 ve staré jídelně z druhé světové války na Jefferson Circle. V roce 1975 se přestěhovalo do své druhé budovy a v roce 1978 bylo přejmenováno na AMSE. Od června 2019 se muzeum nachází v nové budově u nákupního centra, naproti staršímu objektu.

## Expozice a exkurze

### Expozice a výstavy
Muzeum má stálé expozice i obměňované výstavy včetně robotů, vědeckých hádanek, meteorologické stanice NOAA, časové osy objevů v oblasti jaderné fyziky, velkého Van de Graaffova generátoru, expozice věnované jaderným zbraním nebo obřímu komplexu Y-12 na výrobu obohaceného uranu či demonstračního projektu solární energie. Stěžejní expozice muzea s názvem „Secret City – The Oak Ridge Story“ (Tajné město – Příběh Oak Ridge) byla v roce 2007 kompletně přepracována a přestavěna. Dům s plochou střechou z druhé světové války, jeden z mnoha, které v Oak Ridge obývali pracovníci projektu Manhattan, byl otevřen jako průchozí atrakce v roce 2009, ale v roce 2018 byl přemístěn do areálu Dětského muzea v Oak Ridge a nyní je využíván v rámci Manhattan Project National Historical Park jako součást expozice historie Oak Ridge.
Muzeum je otevřeno sedm dní v týdnu. Muzeum bylo po mnoho let pro veřejnost zdarma, když jeho provoz plně financovala federální vláda USA, nyní se však vybírá vstupné. Muzeum je také přidruženou organizací Smithsonova institutu. V roce 2020 bylo v areálu komplexu K-25 (jeden ze tří hlavních provozů na výrobu obohaceného uranu v Oak Ridge) otevřeno Historické centrum K-25 (K-25 History Center), muzeum o rozloze 7500 metrů čtverečních, které rovněž provozuje AMSE. Muzeum rovněž organizuje autobusové exkurze do několika významných objektů, které byly v rámci projekt Manhattan součástí tzv. Clinton Engineer Works v Oak Ridge (podrobněji viz sekce Manhattan Project National Historical Park níže).

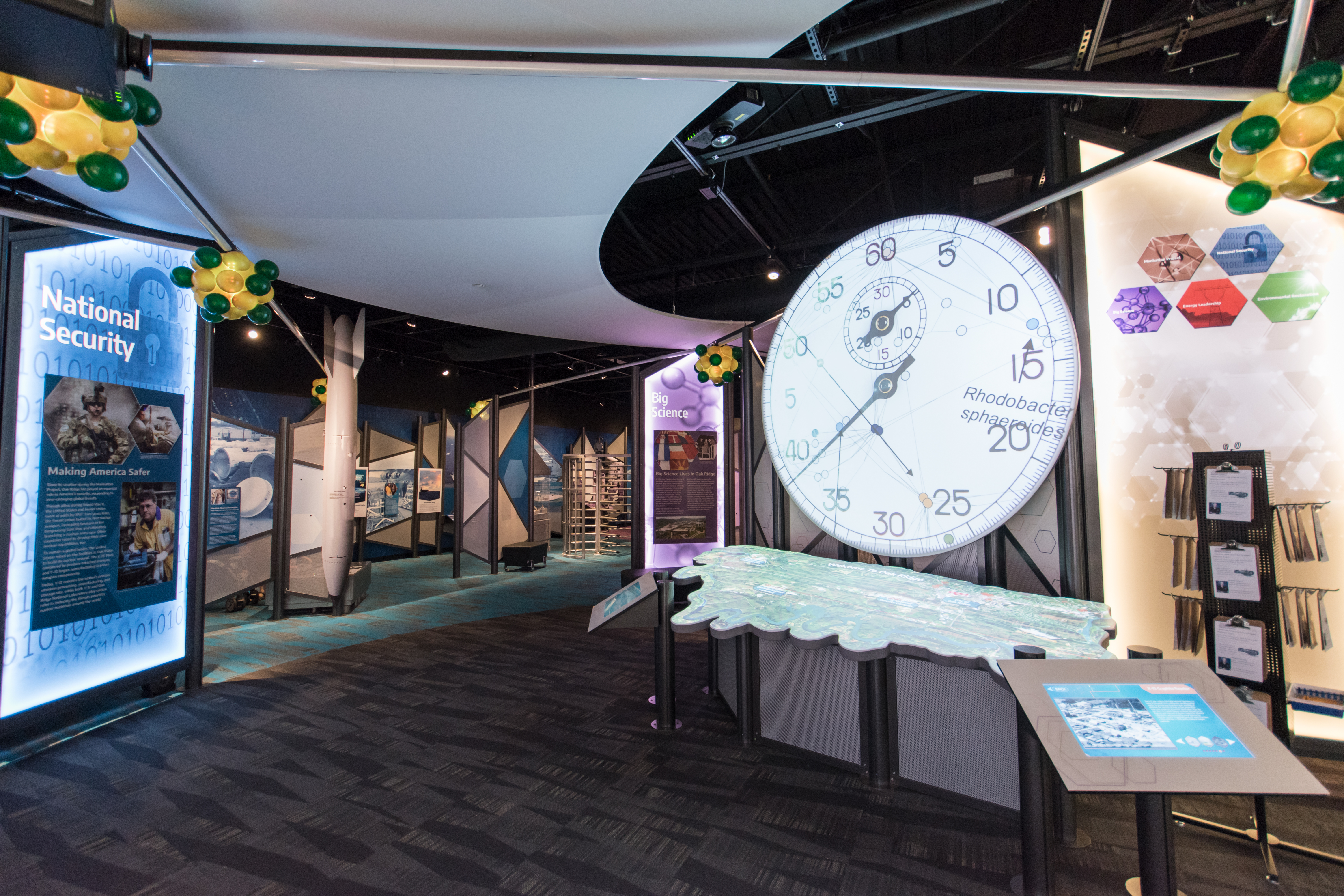
Část expozice muzea v roce 2019
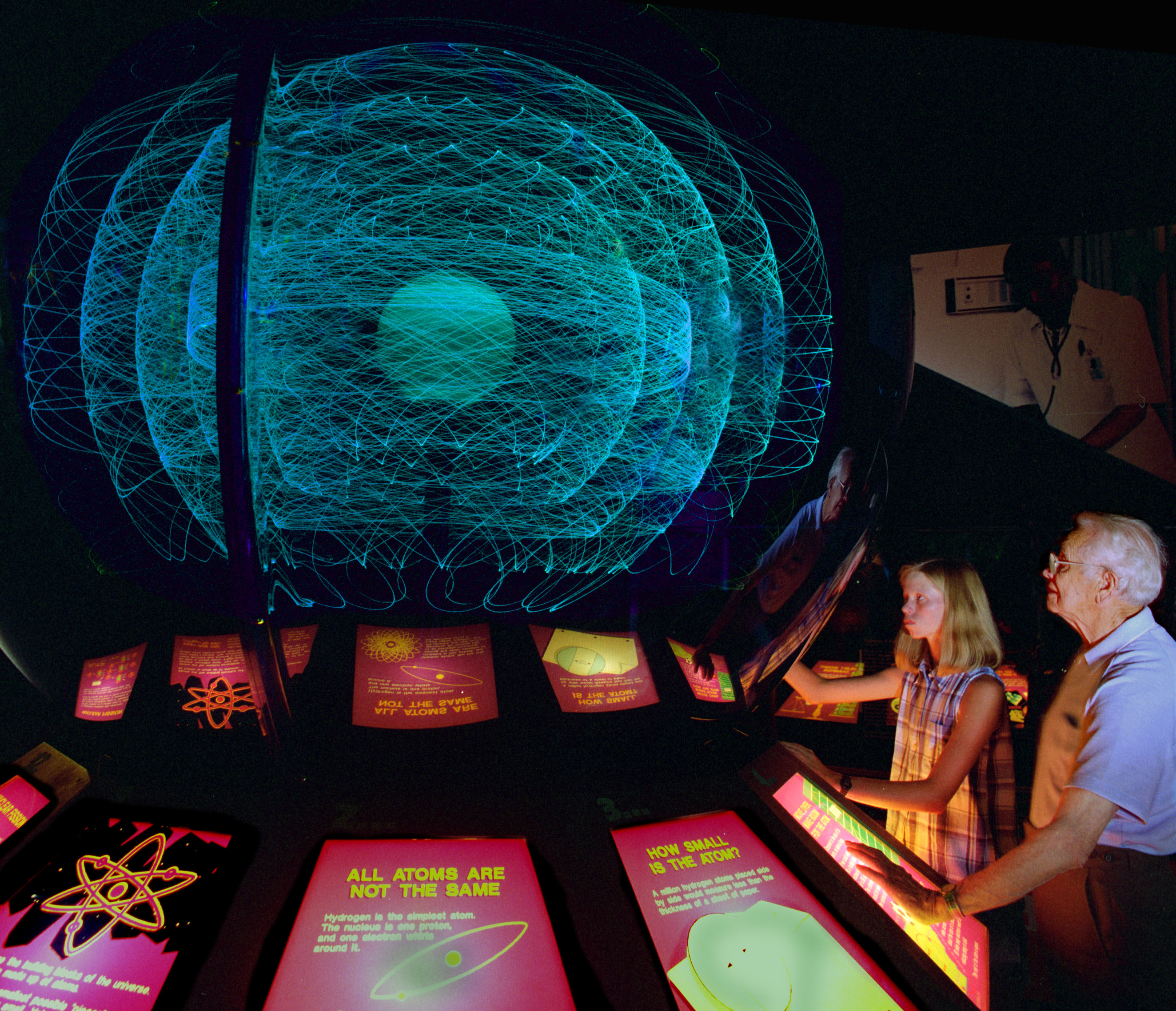
Obří model atomu v expozici muzea
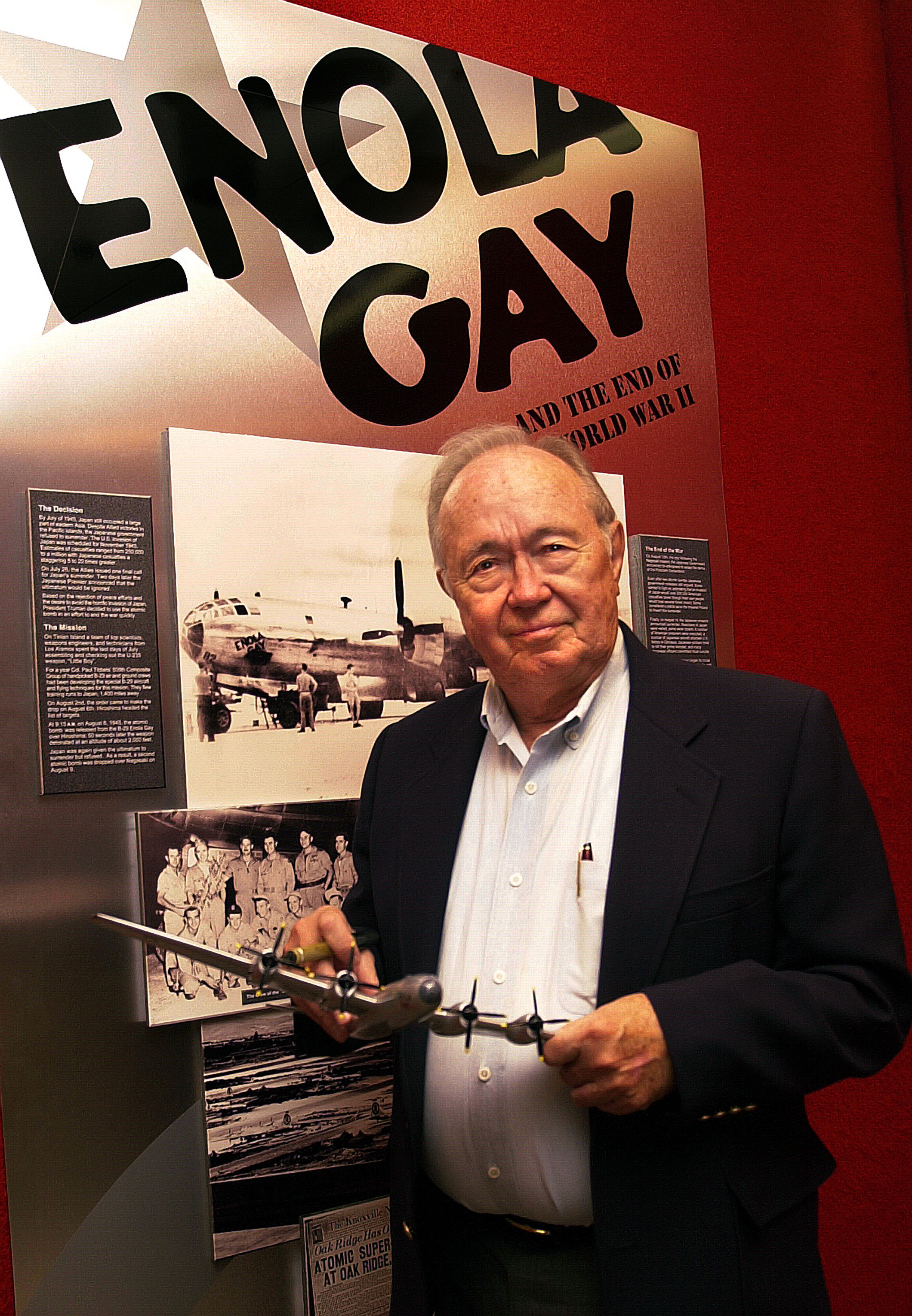
Van Kirk, navigátor Enola Gay, při návštěvě muzea (2012)
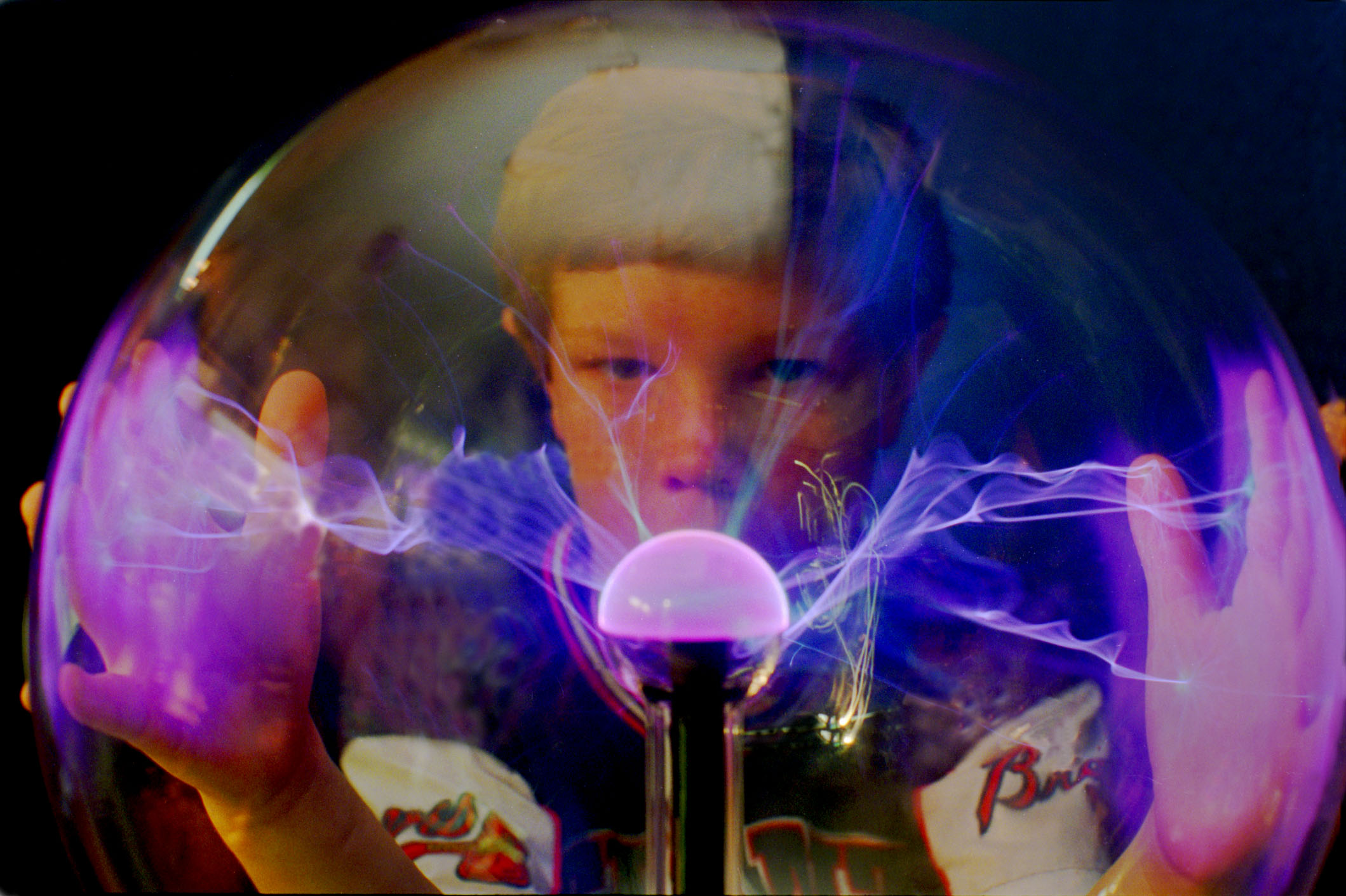
Jeden z exponátů v rámci výstavy „Lighten Up“ (1994)
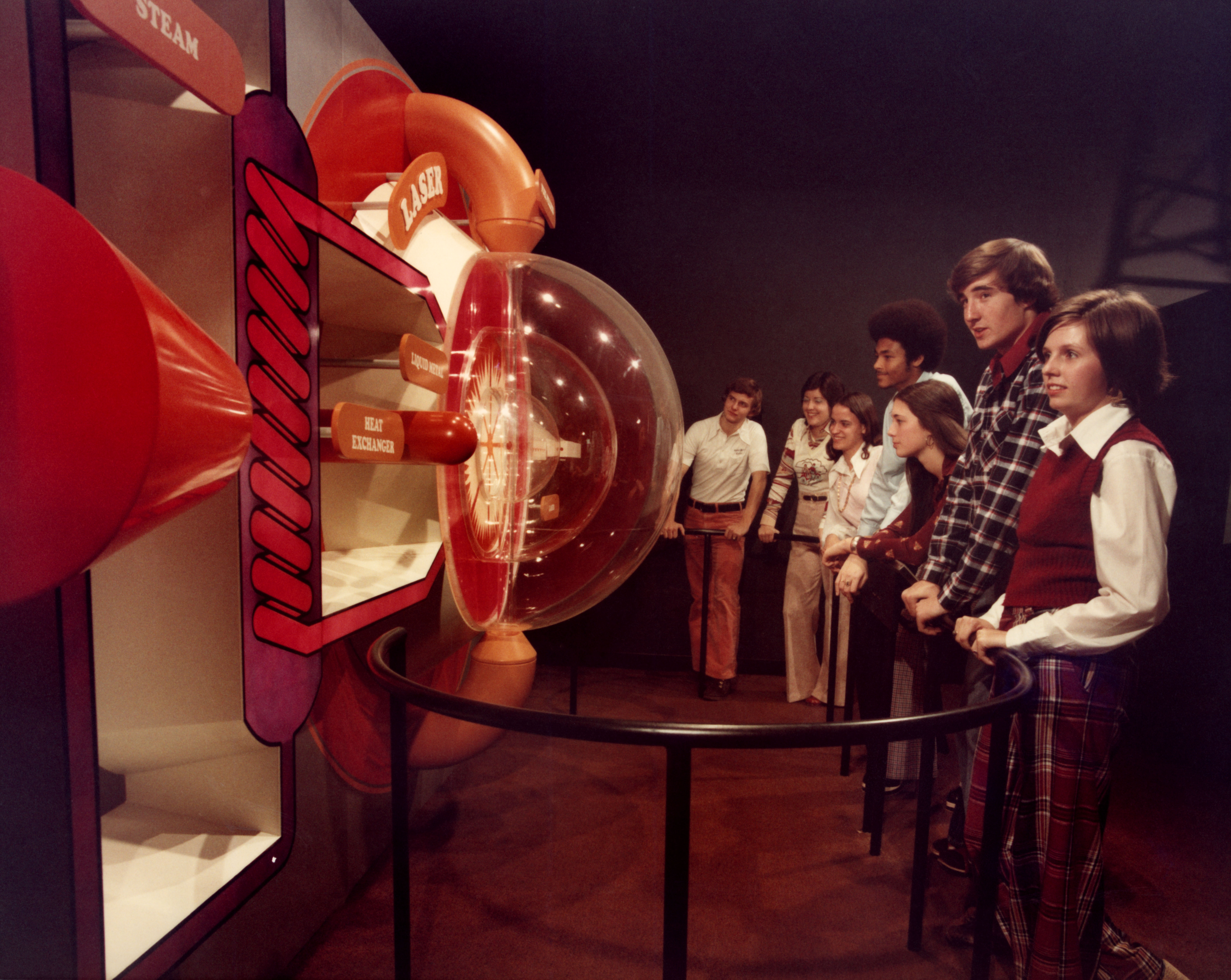
Laserová hra (1975)

### Fotografie Eda Westcotta
Součástí expozice je také řada fotografií Eda Westcotta, který jako jeden z mála osob měl oficiální povolení fotografovat v rámci projektu Manhattan. Ed Westcott tak dokumentoval jak výstavbu a provoz rozsáhlých technologických komplexů v Oak Ridge (grafitový reaktor X-10, komplexy Y-12, K-25 a S-50 na obohacování uranu), tak každodenní život obyvatelů tohoto nově vzniklého města, které se během několika měsíců rozrostlo na přibližně 75 tisíc obyvatel. Mnoho fotografií z tohoto města vytvořil též po válce.

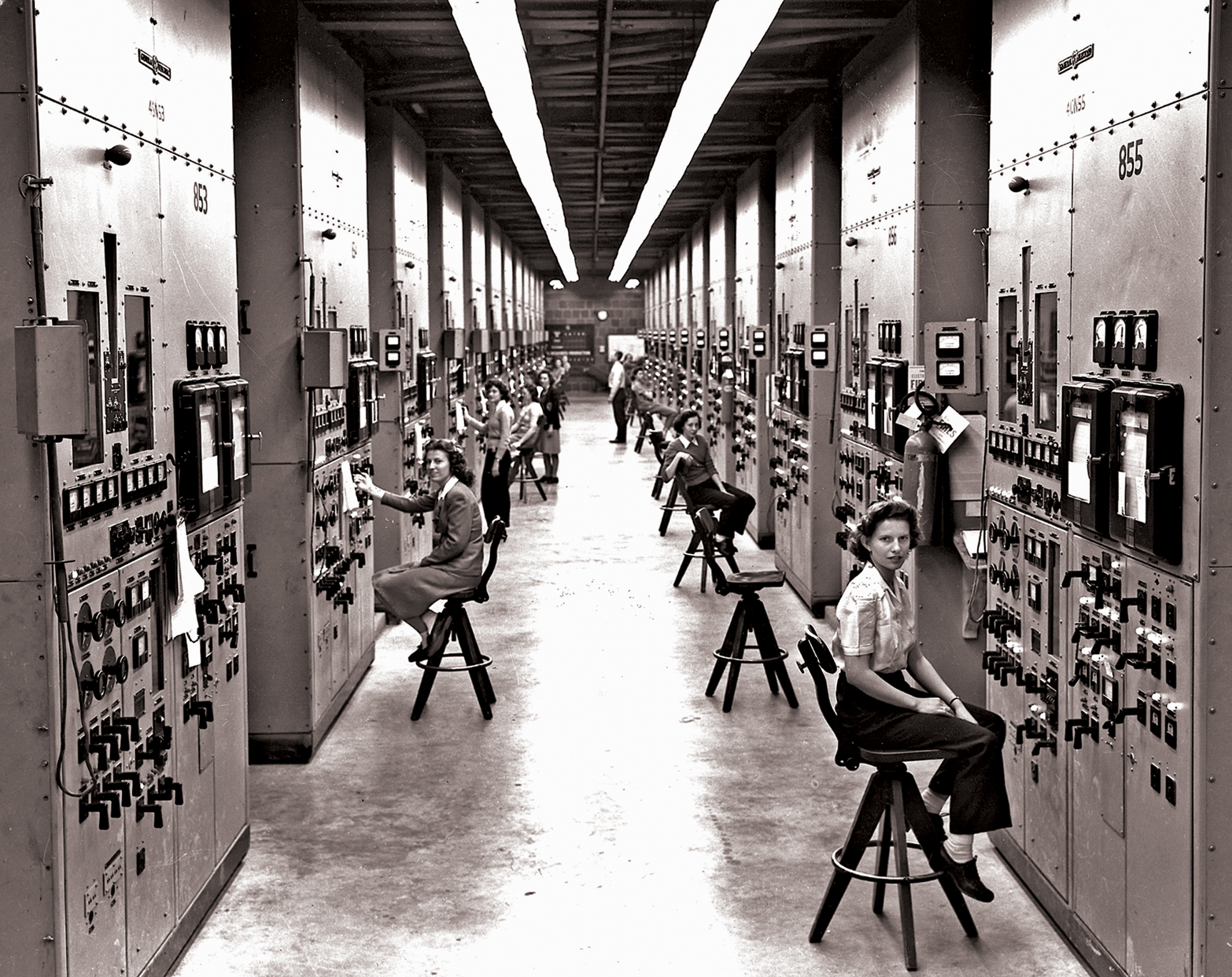
Operátorky v obrovském komplexu Y-12
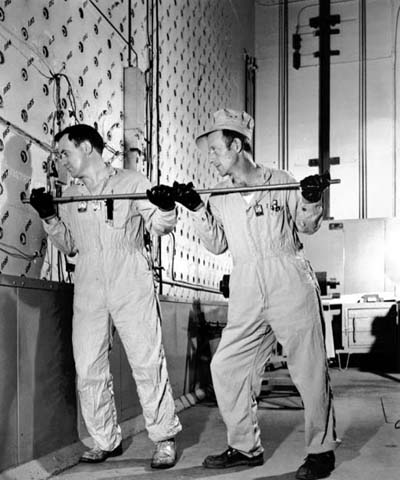
Výstavba reaktoru X-10 (asi 1943)
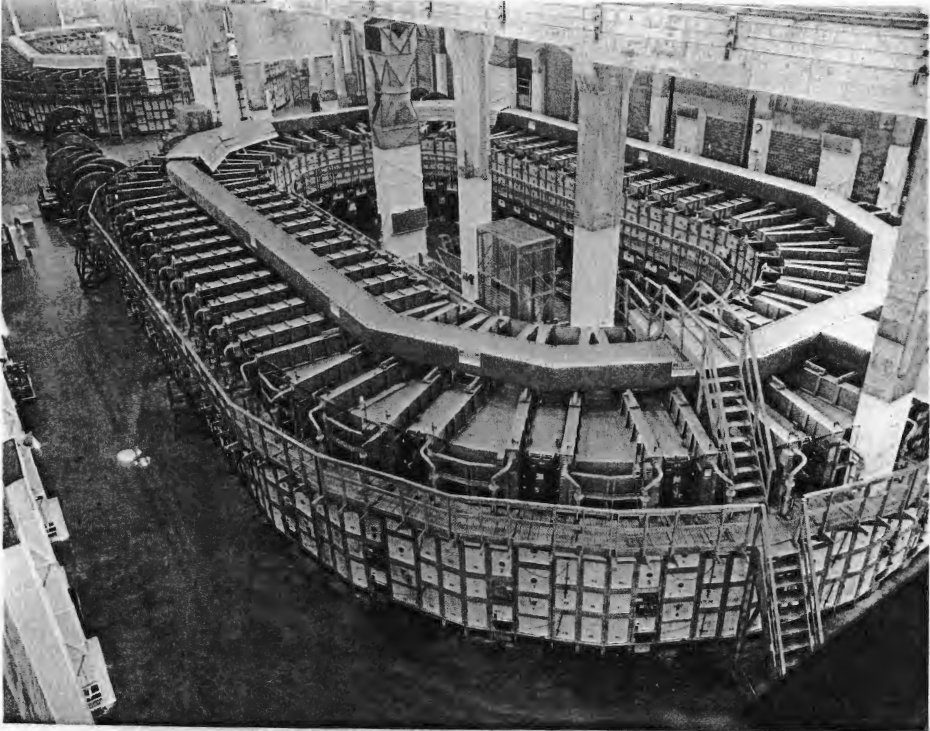
Obří elektromagnet, tzv. „Alpha 1 racetrack“, součást komplexu Y-12 na výrobu obohaceného uranu (1945)
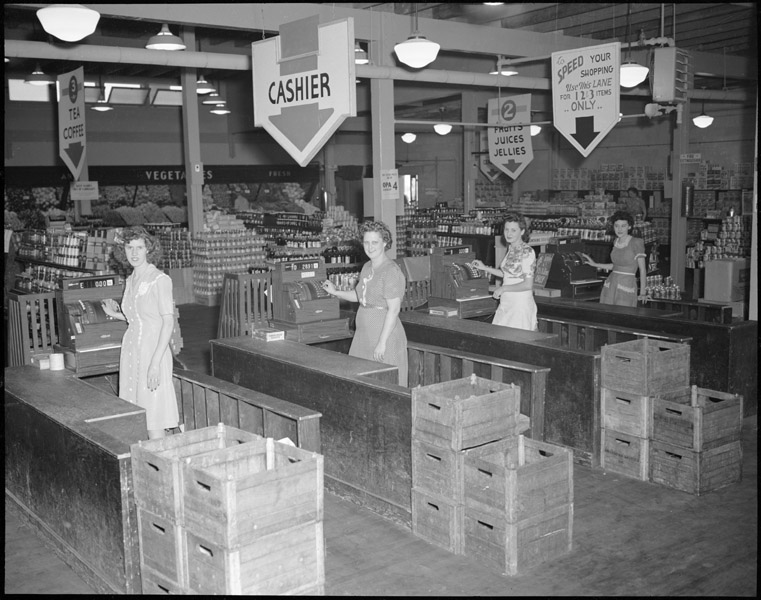
Supermarket v „tajném městě“ Oak Ridge (1945)
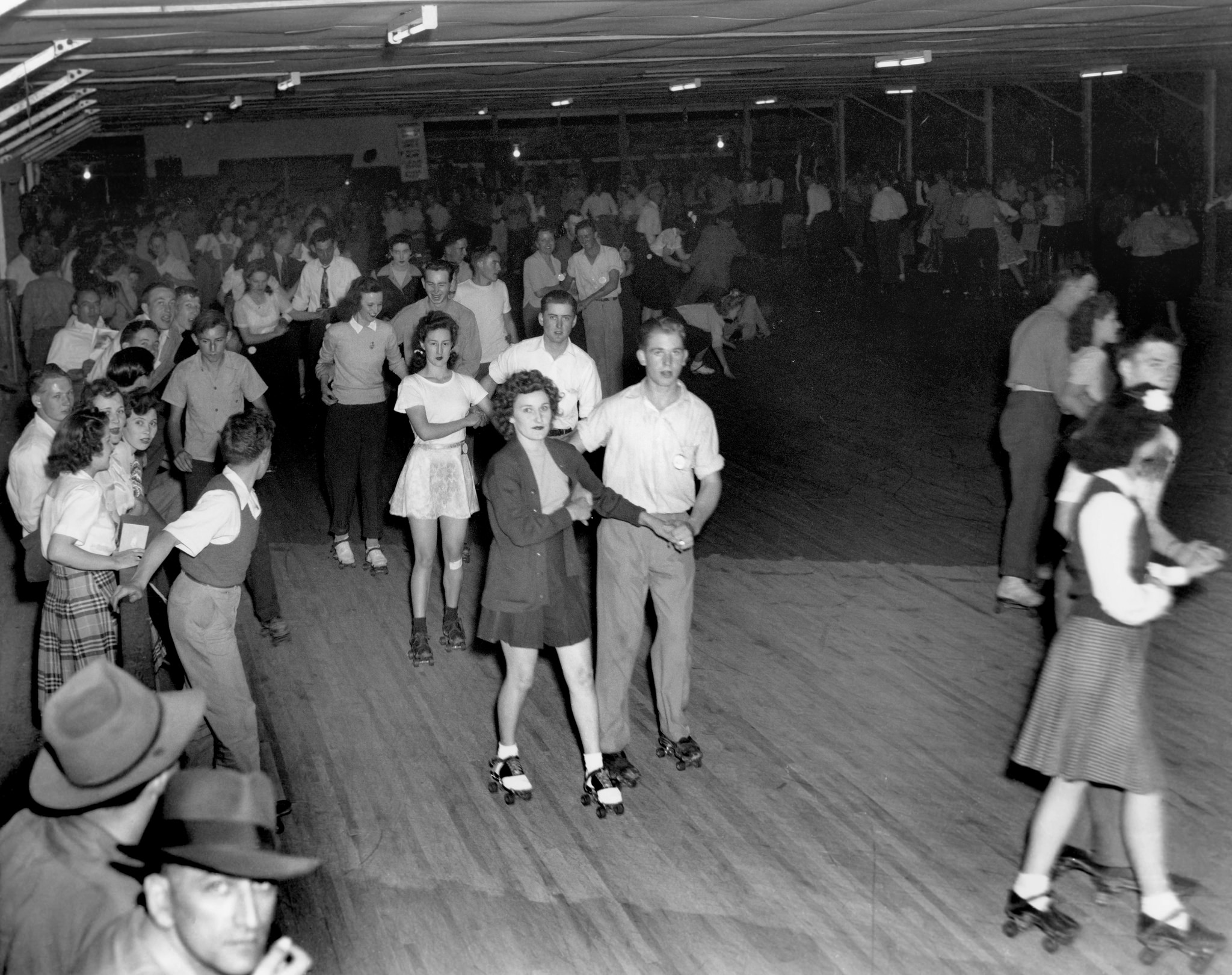
Kluziště pro kolečkové brusle (1945)
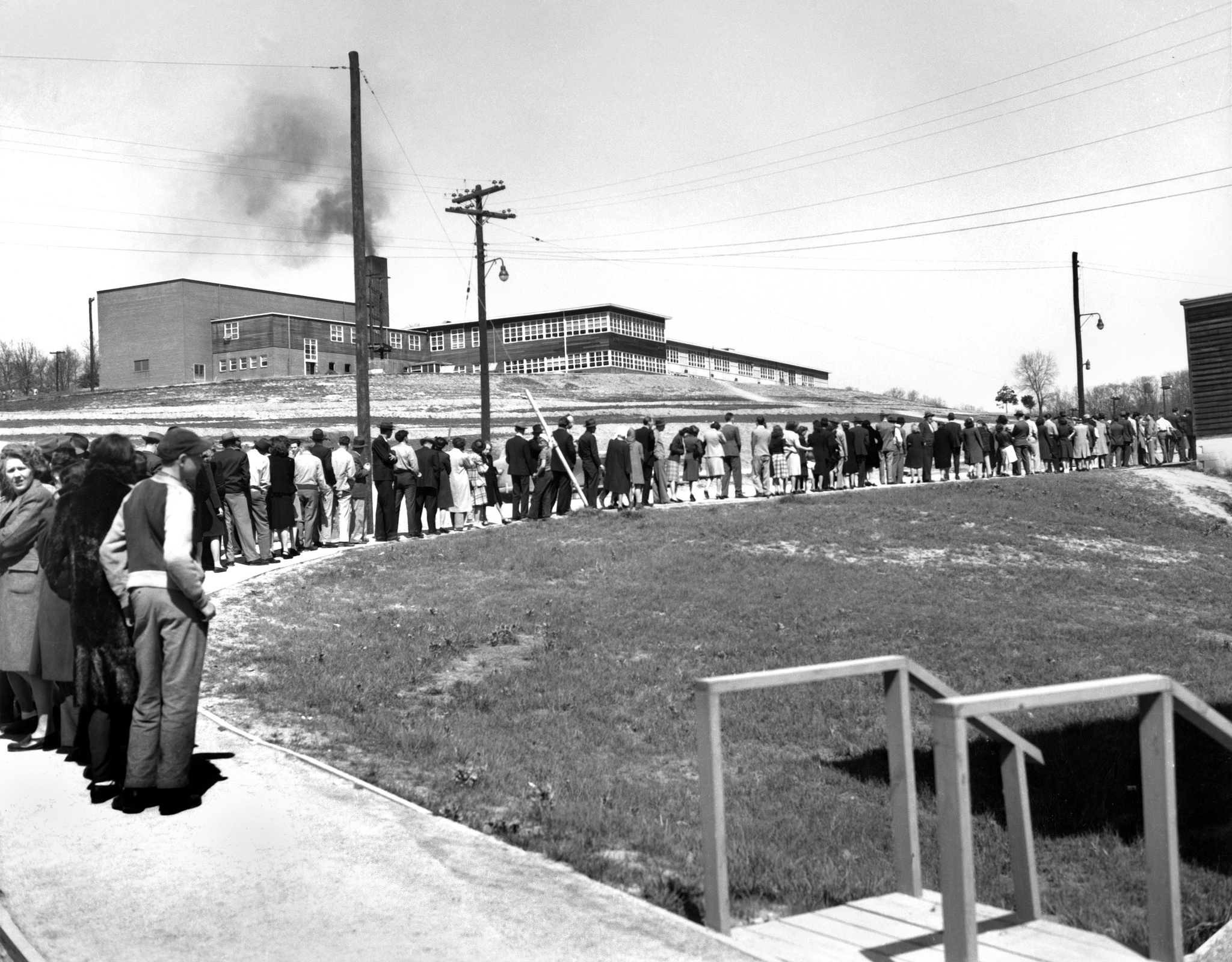
Fronta před obchodem na cigarety (1945)

### Manhattan Project National Historical Park

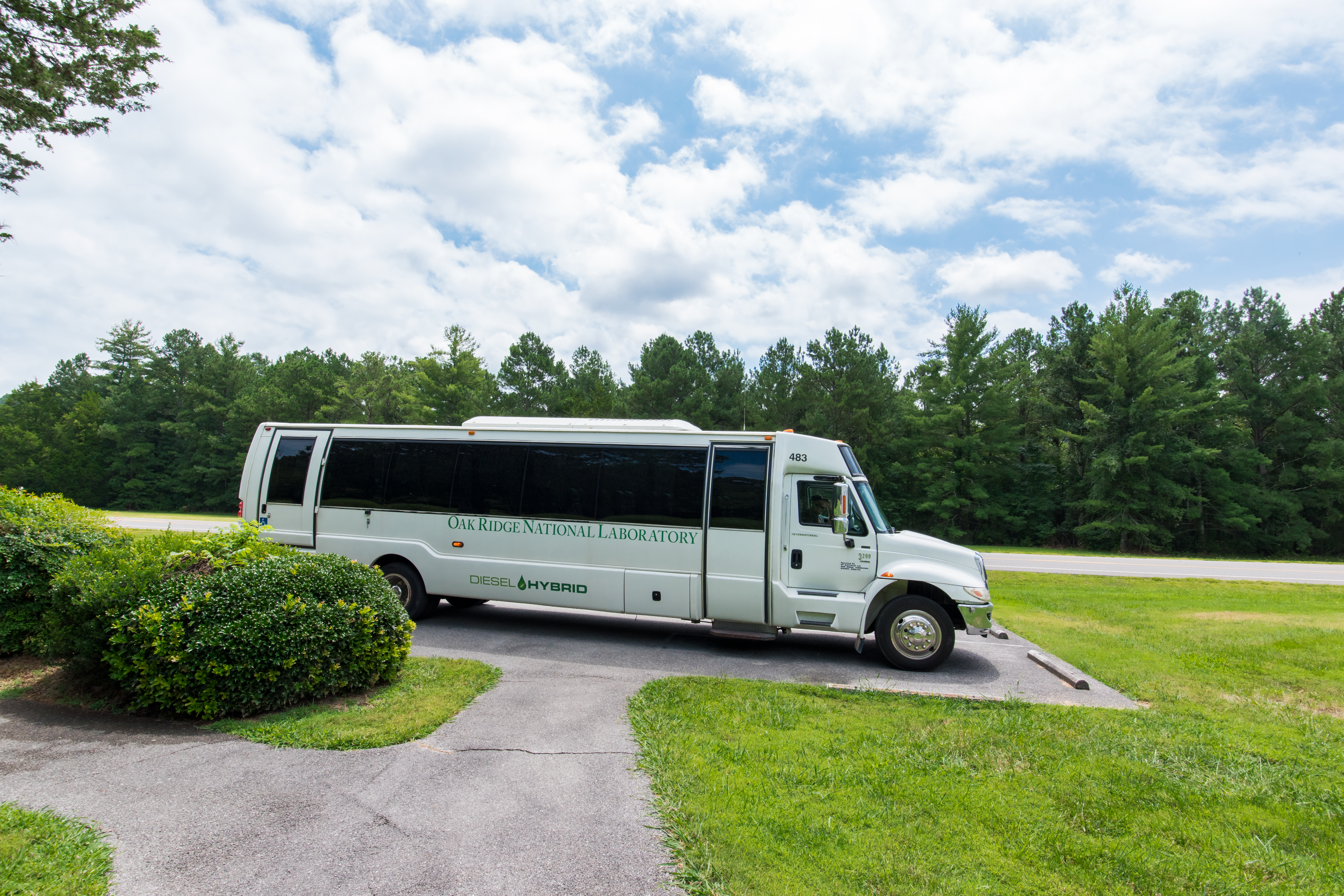
Autobusové exkurze, které organizuje muzeum

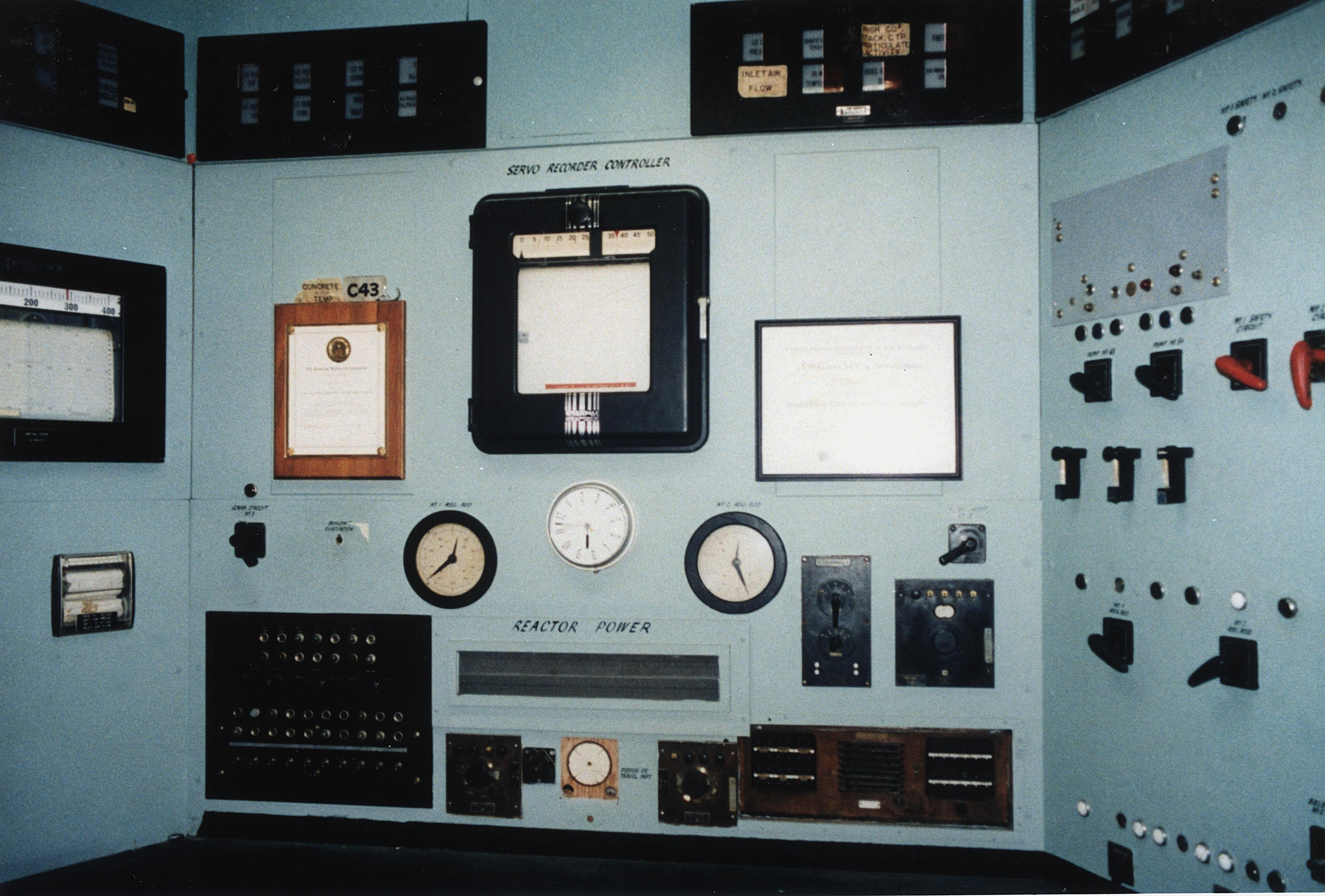
Exkurze v Oak Ridge: řídící panel grafitového reaktoru X-10

Vybrané výrobní komplexy a zařízení vybudované v rámci projektu Manhattan byly pro svůj historický význam postupně již v 60. nebo 70. letech vyhlášeny jako Národní historické památky (National Historic Landmark). Úsilí o památkovou ochranu nejvýznamnějších objektů projektu Manhattan bylo završeno koncem roku 2014, když po předchozích dvou neúspěšných pokusech byl přijat zákon, kterým se zřizuje Manhattan Project National Historical Park, v roce 2015 byl projekt oficiálně vyhlášen. 
Z několika desítek míst vztahujících se k projektu Manhattan byla vybrána tři místa, které patří mezi historicky a jinak nejvýznamnější. Park se skládá z těchto částí: „Site X“ v Oak Ridge ve státě Tennessee, „Site Y“ neboli Los Alamos v Novém Mexiku a zdejší národní laboratoř a  „Site W“ v Hanfordu, stát Washington.
American Museum of Science and Energy zajišťuje autobusové exkurze, které umožňují v bývalém „Site X“ navštívit následující historické objekty nebo jejich pozůstatky (je však nutná rezervace se značným předstihem, protože o exkurze je veliký zájem):
- Grafitový reaktor X-10 včetně jeho řídícího centra: druhý experimentální reaktor (po Chicago Pile-1), první který umožňoval udržet řetězovou reakci dlouhodobě (viz obrázek řídícího panelu reaktoru).
- Budovy 9731 a 9204-3 v bývalém komplexu Y-12: sloužil k obohacení uranu metodou elektromagnetické separace (tzv. calutron).
- East Tennessee Technology Park, nacházející se v budově bývalého komplexu K-25. Tento komplex sloužil k obohacení uranu metodou plynné difúze (která byla efektivnější i úspornější než metoda elektromagnetické separace).